# ソクシンラン属
ソクシンラン属（ソクシンランぞく、学名：Aletris、和名漢字表記：束心蘭属）はキンコウカ科に分類される属の1つ。
従来の新エングラー体系、クロンキスト体系の分類ではユリ科に入れられていた。

## 特徴
多年草。葉は根出し、葉身は線形または披針形になる。花茎が1本立ちし、穂状または総状花序に花がつく。花被片は白色または黄緑色で、6個あり、下部はつぼ形に合着する。雄蕊は6個、花糸は短く、葯は卵形になる。子房は中位で3室あり、下部が花筒と合着する。果実は蒴果で、種子は長楕円形で小さい。
ヒマラヤから東アジアに約25種、北アメリカに5数種あり、日本には3種ある。キンコウカ科ノギラン属 (Metanarthecium) に属するノギランをこの属とする説もあった。

## 種

### 日本に分布する種
- ネバリノギラン Aletris foliata (Maxim.) Bureau et Franch. -日本固有種。北海道、本州中部地方以北、四国、九州に分布する。
- ヒメソクシンラン Aletris makiyataroi Naruh. -四国・香川県に生育[3]したが、現在は絶滅(EX)[5]。
- ソクシンラン Aletris spicata (Thunb.) Franch. -日本では、本州関東地方以西、四国、九州、琉球諸島に分布する。国外では、朝鮮半島南部、中国大陸南部、台湾に分布する。

### その他の主な種
- Aletris alpestris Diels -中国中央部に分布
- Aletris aurea Walter -アメリカ南東部に分布
- Aletris bracteata Northrop -アメリカフロリダ州、バハマ諸島に分布
- Aletris capitata F.T.Wang & Tang -中国四川省に分布
- Aletris cinerascens F.T.Wang & Tang -中国雲南省、広西チワン族自治区に分布
- Aletris farinosa L. -カナダ南東部からアメリカ中部、東部に分布
- チョウセンノギラン Aletris fauriei H.Lév. ex Nakai
- Aletris foliolosa Stapf -スマトラ島北部、ボルネオ島北部、フィリピンミンドロ島 に分布
- タイワンノギラン Aletris glabra Bureau et Franch. -ヒマラヤ、中国、台湾に分布
- Aletris glandulifera Bureau & Franch. -中国中央部に分布
- Aletris gracilis Rendle –ネパール東部から中国雲南省北西部に分布
- Aletris laxiflora Bureau & Franch. –チベット東部から中国四川省、貴州省に分布
- Aletris lutea Small -アメリカ南東部に分布
- Aletris megalantha F.T.Wang & Tang -中国雲南省西部に分布
- Aletris nana S.C.Chen -ネパール、チベット南部、中国雲南省北西部に分布
- Aletris obovata Nash -アメリカ南東部に分布
- Aletris pauciflora (Klotzsch) Hand.-Mazz. -ヒマラヤから中国中南部に分布
- Aletris pedicellata F.T.Wang & Tang -中国四川省に分布
- Aletris stenoloba Franch. -中国中央部、南部に分布
- Aletris yaanica G.H.Yang -中国四川省に分布

## ギャラリー
- Aletris foliata
ネバリノギラン
- Aletris aurea
- Aletris farinosa